# جيمي كايت
جيمي كايت (بالإنجليزية: Jimmy Kite)‏ هو مهندس أمريكي، ولد في 18 فبراير 1976 في إفينغم في الولايات المتحدة.

## وصلات خارجية
- جيمي كايت على موقع Racing-Reference.info (الإنجليزية)
- جيمي كايت على موقع DriverDB.com (الإنجليزية)